# Amusement Park
"Amusement Park" is de tweede single van Curtis, het derde album van Amerikaanse rapper 50 Cent. 50 Cent wilde een track maken die veel weg had van zijn hit "Candy Shop", maar het nummer flopte. Na het falen van dit nummer en de vorige single "Straight to the Bank", besloot 50 om Curtis uit te stellen naar september, en helemaal opnieuw te beginnen, wat hij deed met "I Get Money" en " Ayo Technology", waarvan met name die laatste een hit werd. "Amusement Park" is geproduceerd door Dangerous LLC. De track haalde de Billboard Hot 100 niet, maar strandde op 21 in de 'Bubbling Under Hot 100 Chart', ook wel gezien als #121 van de Hot 100. Ook in andere landen faalde het nummer.

## Charts
| Chart                               | Hoogste positie |
| ----------------------------------- | --------------- |
| VS Hot R&B/Hip-Hop Singles & Tracks | 36              |
| VS Hot Rap Tracks                   | 17              |